# Friedrichsruhe
Friedrichsruhe település Németországban, Mecklenburg-Elő-Pomeránia tartományban. Lakosainak száma 932 fő (2023. december 31.). Friedrichsruhe Obere Warnow és Domsühl községekkel határos.

## Népesség
A település népességének változása:
| Lakosok száma | 871  | 869  | 908  | 927  | 932  |
|               | 2017 | 2019 | 2021 | 2022 | 2023 |